# Rode (Adelsgeschlecht)

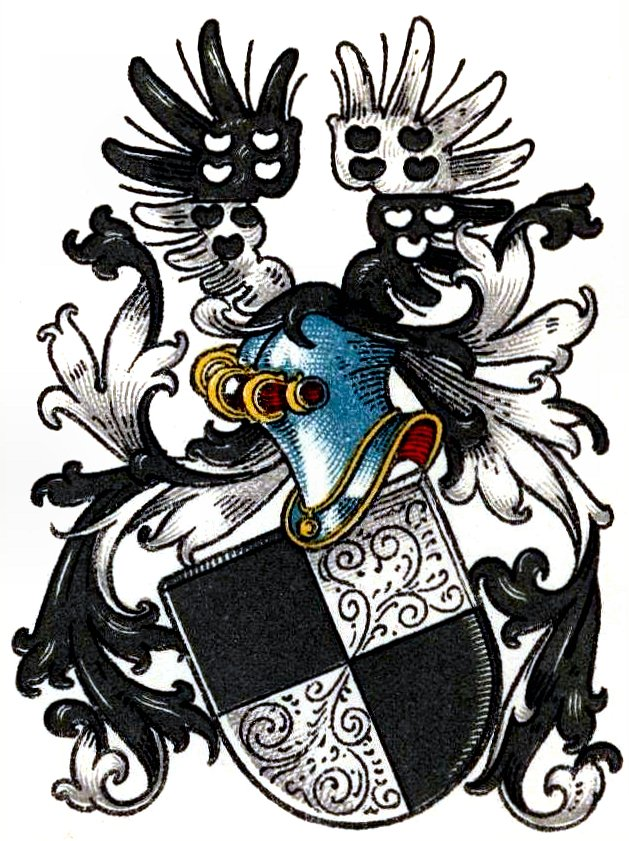
Wappen der Rode von Weilburg

Rode oder auch Rode von Weilburg bzw. Roth von Burgschwalbach, war der Name eines alten Adelsgeschlechts, das zum hessischen Uradel gehörte.

## Geschichte

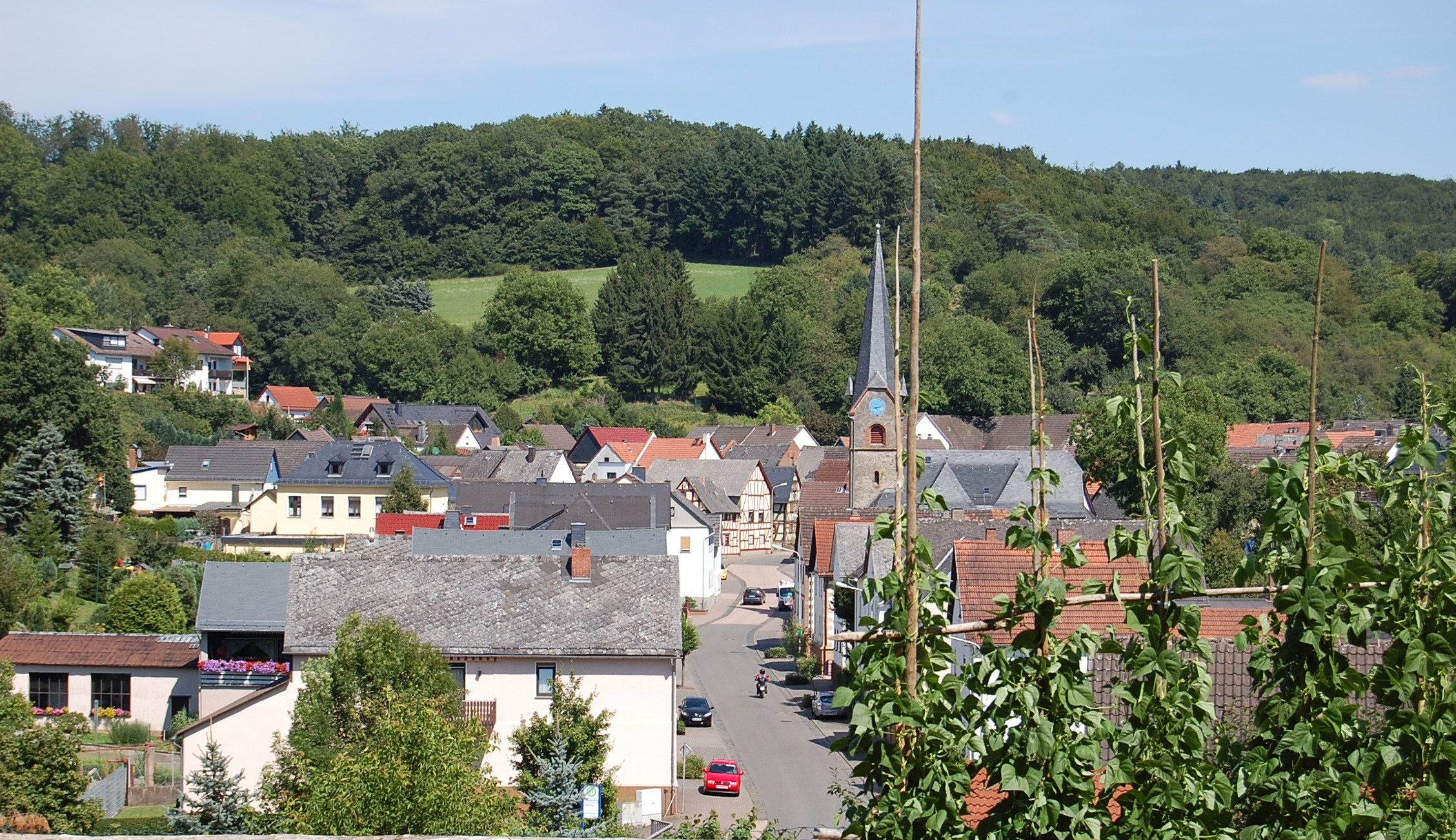
Drommershausen, wo die Rode von Weilburg 1466 bis 1599 ihr Lehen hatten.

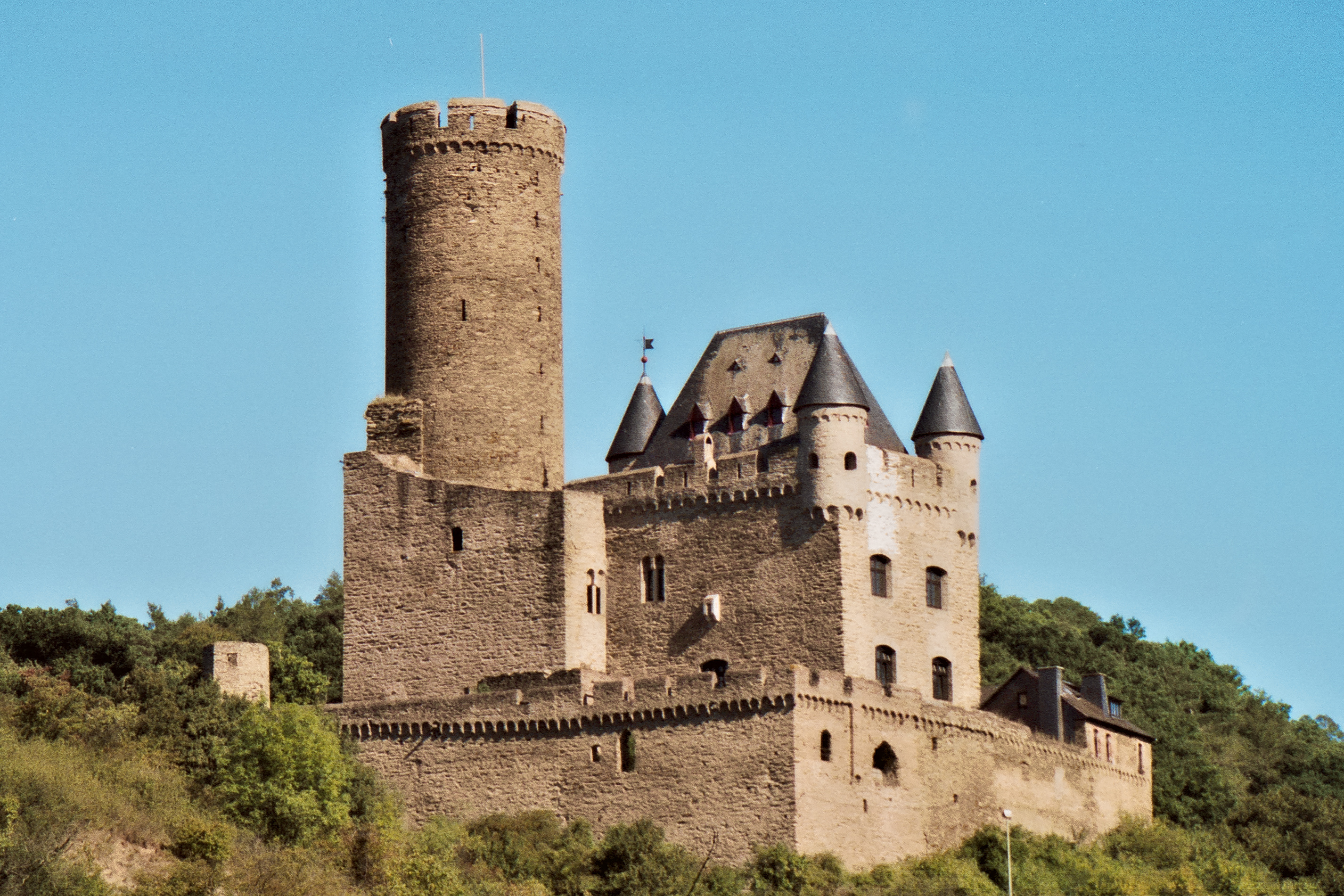
Burg Schwalbach, bei der die Rode von Burgschwalbach ihr Lehen hatten.

Das Adelsgeschlecht „Rode“ war ein Zweig des Adelsgeschlechtes „von Dernbach“  (siehe Burg Alt-Dernbach, Burg Neu-Dernbach und Dernbacher Fehde, Burg Vetzberg). Angehörige der Familie Rode waren u. a. Burgmannen der Landgrafen in Marburg mit Burgsitz. Sie hatten im Raum Marburg und im Hessischen Hinterland umfangreichen Besitz.
Angehörige des Geschlechts „Rode“, die sich ehemals auch Rode von Dernbach bzw. Rode von Vetzberg nannten, gehörten zur Dernbach/Vetzberger Ganerbschaft. Erstmals wird als Zugehöriger zur Ganerbschaft 1274 ein Johann Rufus genannt und in der Sühneurkunde von 1333 sind unter den Ganerben auch Johann Rodes Sohn und seine Brüder aufgeführt. Johann Royde von Dernbach wird 1347 Burgmann des Grafen von Wittgenstein. Kraft Rode ist 1370 Oberschultheiß (d. h. Vertreter des Landgrafen im Land an der Lahn) in Marburg. In späteren Urkunden nennen sie sich nur noch „Rode“ und betonen damit ihre Eigenständigkeit.
1466 erwirbt ein „Philipp Rode“ als wormsisches Lehen eine Hofstatt in Weilburg. 1490 belehnt Landgraf Wilhelm von Hessen Johann Rode, Sohn von Dietrich Rode und die Brüder Friedrich und Johann Rode, Söhne des verstorbenen Philipp Rode mit zwei Burgsitzen in Marburg samt Zubehör. 1599 sterben die Rode aus. In seinem Testament hat der letzte männliche Nachkomme, Philipp Rode, die Schenken zu Schweinsberg als seine Erben benannt.
Besitz hatten die Familie Rode auch in und um Weilburg sowie in Burgschwalbach, wovon sich der jeweilige Zuname herleitet.
Die Rode kauften 1466 von den von Scharfenstein in Drommershausen und Hirschhausen bei Weilburg den Zehnten, der vom Bistum Worms zu Lehen ging. Nachdem sie im Mannesstamm erloschen waren, gingen diese Lehen an die von Rodenstein und von diesen an die von Greifenklau über.
Johann Rode von Weilburg urkundete 1468. Johann Rode von Burgschwalbach urkundete 1489.
Das Geschlecht erlosch zwar 1599 im Mannesstamm, Nachkommen gibt es aber bis heute.

## Das ursprüngliche Wappen des Adelsgeschlechtes Rode
Das ursprüngliche Wappen, was sie als Zweig der Dernbacher ausweist, waren im Dreipass stehende Seeblätter (H.J. v. Brockhusen vermutet Waldkleeblätter) in Gold auf blauem Grund, wie das Wappen derer von Dernbach genannt Graul, nur ohne Schindeln.

## Wappen des Adelsgeschlechtes Rode in Weilburg
Der Schild schwarz-silbern geviert; auf dem Helm mit schwarz-silbernen Decken ein beiderseits schwarz-silbern gevierter offener Flug. Varianten vorhanden, zum Beispiel der Flug normal geviert und bestreut mit farbengewechselten Lindenblättern.